# Enrique Olaya Herrera
Enrique Alfredo Olaya Herrera (Guateque, 12 de noviembre de 1880-Roma, 18 de febrero de 1937), llamado El Gigante y El Mono, fue un periodista, abogado, diplomático y político colombiano. Fue presidente de Colombia entre el 7 de agosto de 1930 y el 7 de agosto de 1934. Miembro del Partido Liberal Colombiano.  
Fue el primer liberal en ocupar el cargo luego de la hegemonía conservadora en el poder, periodo conocido como la Hegemonía Conservadora. Olaya Herrera llegó a la presidencia en representación de una coalición bipartidista conocida como Concentración Nacional. Pertenecía a una familia liberal y como tal participó en la Guerra de los Mil Días.
Su gobierno entre 1930 y 1934 tuvo que manejar el problema económico que llevó al país al derrumbamiento de capitales, después de la Gran Depresión de 1929, que fue mundial y tuvo repercusiones en Colombia. Olaya inició en la década del treinta el ciclo del proteccionismo nacional, con el cual se fomentó el desarrollo de la industria colombiana con capitales nacionales, para hacer de ella la base de los estímulos desarrollistas. Enfrentó la Guerra colombo-peruana. 
Se imprimió un desarrollo hacia adentro, con fundamento en el mercado nacional y la expansión de la demanda interna. Se presentó un descenso en las importaciones y un estímulo a la industria nacional. Los precios del café en el mercado internacional descendieron, y se suspendieron repentinamente los capitales extranjeros en Colombia, los cuales se llevaron de nuevo al exterior.
Fue tres veces ministro de relaciones exteriores; uno para el gobierno de coalición republicana previo a la Primera Guerra Mundial, otro para el gobierno conservador después de la guerra, y otro para el gobierno de Alfonso López Pumarejo que lo sucedió.  
También fue embajador en los Estados Unidos por ocho años, siendo clave en el restablecimiento de las relaciones entre ambos países, luego de la independencia de Panamá de Colombia. Sus buenas relaciones con los norteamericanos fueron claves en su política exterior cuando gobernó el país.
Después fue designado embajador ante la Santa Sede en Roma, donde murió, el 18 de febrero de 1937, en el desempeño de este cargo. Trasladados sus restos a Bogotá, recibieron emocionados honores a su memoria. 
Como exponente destacado de la generación del Centenario, Olaya Herrera legó a los colombianos su espíritu conciliador y de unidad republicana, cuya proyección encontramos en las tendencias de unión entre los partidos políticos.

## Biografía
Nació en Guateque, en el estado de Boyacá, el 12 de noviembre de 1880, en un hogar de clase media del altiplano cundiboyacense, con ascendientes de la Independencia de Colombia. 
Olaya Herrera hizo sus estudios primarios en la Escuela Pública de Guateque, al lado de sus padres. Su madre, quien gustaba de escribir en prosa sencilla y castiza, influyó en su estilo intelectual. Su padre, médico graduado, no ejercía su profesión y se dedicaba al comercio y la agricultura.

### Carrera periodística y primeros estudios

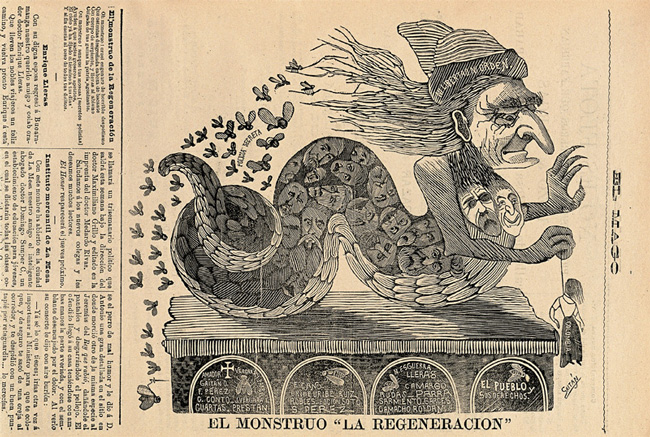
Alegoría de La Regeneración.

Se recuerda a Olaya Herrera como el "periodista niño de Guateque", pues cuando tenía 12 años fundó y dirigió el pequeño periódico El Patriota, recibiendo el respaldo de periódicos más importantes como El Espectador de Medellín. Precisamente Fidel Cano, cabeza de la publicación, propuso una suscripción popular para que Olaya pudiera adquirir su primera imprenta.
A los 14 años, se vinculó al periódico El Fonógrado, propiedad de los hermanos Alberto y Samuel Williamsom, desde el que apoyaba las ideas de los jóvenes liberales como él.  
Olaya realizó sus estudios universitarios en la Universidad Republicana, hoy Universidad Libre (Colombia). Allí tuvo las enseñanzas de juristas destacados como Diego Mendoza Pérez, Juan Manuel Rudas, Ignacio V. Espinosa, Carlos Arturo Torres, José Camacho Carrizosa y otros. En la Universidad fundó el semanario El Estudiante, un periódico escrito a mano que circulaba entre los alumnos.
Allí hizo ataques a La Regeneración, comentó la política colombiana e internacional y escribió la crónica universitaria. Ingresó al periodismo activo realizando reportajes para el periódico El Autonomista, de Rafael Uribe Uribe y Ricardo Tirado Macías. En sus vacaciones estudiantiles fundó en Guateque el periódico El soldado cubano, con el cual hizo un ambiente favorable a la independencia de Cuba y a las ideas libertarias de José Martí. Esto señala que los centenaristas, como Olaya Herrera, fueron periodistas por vocación y unieron la experiencia periodística a la carrera política.

### Participación en la Guerra de los Mil Días

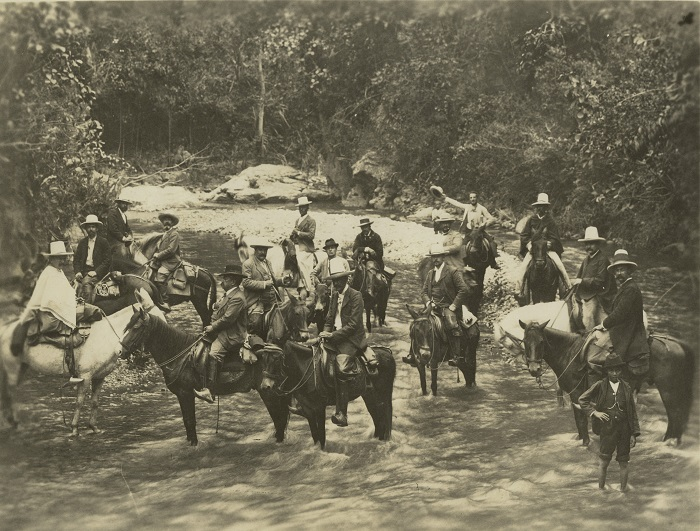
Tropas rebeldes liberales se encuentran con Rafael Uribe Uribe, 1900.

Olaya Herrera inició sus actuaciones políticas en la Guerra de los Mil Días, cuando algunas universidades y colegios cerraron sus aulas y permitieron que sus profesores y alumnos prestaran servicio en las filas partidistas liberales o conservadoras. Olaya y otros miembros de la Universidad Republicana acudieron a las filas liberales y lucharon en los distintos frentes de campaña. 
Olaya, particularmente, se unió a las huestes revolucionarias del general Zenón Figueredo, en condición de abanderado liberal, donde obtuvo el grado de capitán, y luchó junto al coronel Elíecer Gaitán Otalora (padre de Jorge Eliecer Gaitán). Se recuerda su participación en la acción de Nocaima (Cundinamarca), el 5 de diciembre de 1899, llevando la bandera y envuelto en su bayetón rojo. Para su infortunio, las tropas conservadoras barrieron a los liberales en esta localidad, y su comandante fue derrotado.

### Estudios en Europa e inicios políticos
Cuando terminó la guerra, Olaya continuó sus estudios, culminando su carrera de Derecho con la tesis La liberación condicional, la cual fue publicada por la Universidad Republicana. 
En 1901, Olaya fundó su segundo periódico, El Comercio, que se mantuvo en circulación hasta 1905 cuando Olaya inició su carrera diplomática. El Comercio era afecto a la figura Rafael Uribe y lo respaldó como líder de importancia dentro del liberalismo. La publicación se considera como el órgano de difusión más fiel a sus ideas liberales.
En 1904 obtuvo el título de Doctor en Jurisprudencia, en 1905 ingresó a trabajar para el Ministerio de Relaciones Exteriores, y a finales de 1906 salió para Bélgica, donde se especializó en diplomacia y sociología en la Universidad Libre de Bruselas. Por ello, su mayor actividad estuvo orientada a la diplomacia, la política y el periodismo.
Después de sus estudios en Bélgica, a su regreso al país, Olaya Herrera entró a formar parte de la campaña contra el gobierno del general conservador Rafael Reyes, cuando la opinión pública expresaba sus ideas en contra de los tratados de Colombia con los Estados Unidos y el naciente estado de Panamá, tras independizarse en 1903. 

### El Trecemarcismo
El 13 de marzo de 1909, Olaya arengó a la multitud en presencia de los líderes del liberalismo. Entraba así en aquella campaña contra la dictadura, iniciada por Nicolás Esguerra, y los abogados conservadores José Vicente Concha y Miguel Abadía Méndez, la cual culminó con la renuncia del general Reyes, el 16 de marzo de 1909, sucesos que se han llamado "El Trecemarcismo". 
Fuera Reyes del gobierno, fue designado el veterano de la guerra Jorge Holguín, quien luego entregó el poder forzosamente al exvicepresidente Ramón González Valencia (también veterano), a quien apoyaban los republicanos y algunos liberales. 
Por su parte, Olaya fue elegido en 1910 como miembro de la Asamblea Constituyente que convocó Reyes en 1909 y que llevó a cabo González, para la reforma de la Constitución de 1886, representando al extinto Departamento de Quesada (que actualmente tiene territorios de Cundinamarca).

### Militancia en el republicanismo
Sus compañeros de partido fueron Rafael Uribe Uribe, Benjamín Herrera y Nicolás Esguerra entre otros. Entre los conservadores, participaron los diputados Carlos Eugenio Restrepo, José Vicente Concha, Pedro Nel Ospina, Guillermo Valencia y Guillermo Quintero Calderón. La conciliación política fue propuesta por un grupo de colombianos encabezado por el antioqueño Carlos Eugenio Restrepo, quien ejerció la Presidencia de la República en el período comprendido entre 1910 y 1914. 
Olaya Herrera contribuyó eficazmente para la elección de Restrepo en esos años, cuando se conformó el llamado Partido Republicano, cuya bandera fue la conciliación entre los partidos y la reforma constitucional encaminada a corregir la Constitución de 1886. El republicanismo se presentó como una síntesis de los partidos políticos. También llegó a ser director del dominical Gaceta Republicana, el órgano periodístico oficial de la Unión Republicana.

### Ministro de Relaciones Exteriores (1910-1911; 1921-1922)
El gobierno de Carlos Eugenio Restrepo, en retribución por el apoyo a su campaña y a su proyecto de unidad bipartidista, nombró a Olaya como su Ministro de Relaciones Exteriores el 7 de agosto de 1910. Olaya regentó este Ministerio hasta el 23 de noviembre de 1911. Fue igualmente partícipe de la ratificación del tratado Urrutia-Thompson, que se firmó en 1914, cuando ya no estaba en el ministerio. También logró suavizar las tensiones entre Panamá y Colombia a través de la figura del Uti possidetis iuris, con el que se evitó un conflicto limítrofe entre ambos países pues se acordó respetar los límites previos a la independencia de España del estado unificado, tomando como base una ley de 1855. Otra de sus grandes proezas fue la solución del asunto limítrofe de Colombia con Nicaragua, respecto del Archipiélago de San Andrés, y la Costa de Mosquitos. 

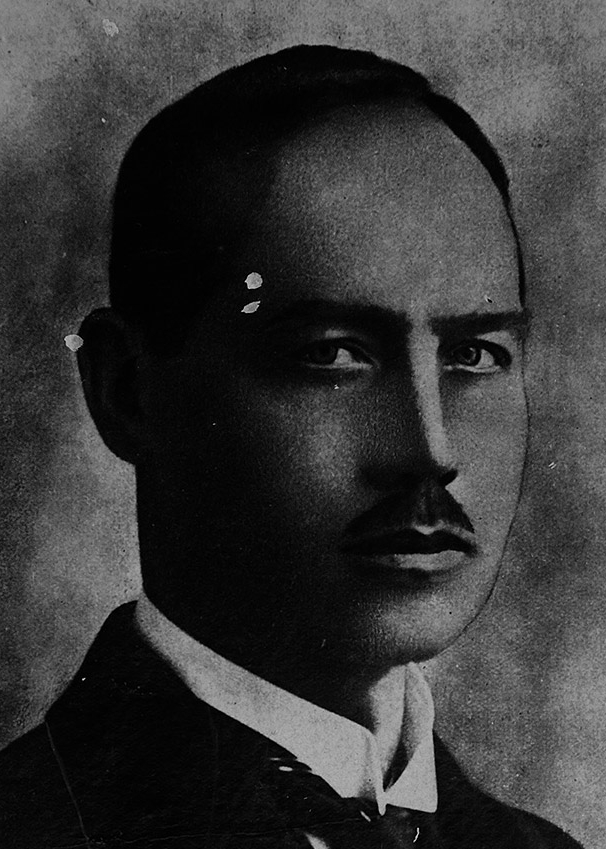
Olaya en 1925, por Benjamín de la Calle.

En 1915, en plena guerra europea, Olaya regresó a sus actividades periodísticas, fundando el periódico bogotano El Diario Nacional, que pese a ser de corte liberal, estaba en contra de la dirección que ejercía sobre el partido el veterano de la guerra Benjamín Herrera. Olaya estuvo al frente del diario hasta 1922, cuando su copartidario, el empresario Alfonso López Pumarejo adquirió la publicación. López luego apoyaría la candidatura de Olaya a la presidencia, desde El Diario Nacional.
Fue por menos de un mes ministro de Agricultura de Holguín, entre el 11 y el 28 de noviembre de 1921, ya que volvió a ocupar la cancillería durante la administración del presidente conservador Jorge Holguín (quien reemplazó al titular Marco Fidel Suárez tras su renuncia en noviembre), hasta el 4 de enero de 1922; siendo también artífice del Tratado Salomón-Lozano de 1922, con el cual se establecieron fronteras con Perú, recibiendo el apoyo del secretario de estado estadounidense y el presidente de la Unión Panamericana. También se ocupó de la ratificación e implementación del Tratado Urrutia-Thompson.

### Embajada en los Estados Unidos (1922-1930)

Olaya en 1928.

En la década de los veinte, Olaya Herrera colaboró en el Parlamento y la diplomacia. En 1922 aceptó la legación diplomática en Washington que le hizo el gobierno conservador de Pedro Nel Ospina, en la cual se desempeñó durante ocho años (ya que el también gobierno conservador de Miguel Abadía Méndez lo confirmó en el cargo en 1926), a pesar de que antaño Olaya era crítico de la política estadounidense frente a Panamá y la explotación petrolífera en su país. Olaya llegó a decir en 1919 ː

"“Aproximándose a grandes pasos el protectorado americano sobre Colombia, los hombres que hoy tienen en sus manos la suerte del país, lo pactarán, tendrán su usufructo y serían los responsables únicos y exclusivos de que Colombia, como estado soberano e independiente, haya existido por sólo un siglo. Y todavía sobran en este país agonizante, almas de esclavos que se estremecen de terror porque la prensa no se resigna como ellos a doblar mansamente la cabeza para que no se incomode el yugo."

Olaya entrega un álbum con fotografías de trabajos de niños bogotanos a un delegado de la Cruz Rojas, John Barton Payne.

Olaya maniobró con gran empeño los problemas de Colombia con Estados Unidos, tras la separación de Panamá en 1903. Se le atribuye la mejora significativa de las relaciones entre ambos países y haber consumado la indemnización por la pérdida del Istmo, asunto que conocía de su paso por la cancillería en 1921.
También apoyó desde Washington la delegación económica de la Misión Kremmerer, que llegó a Colombia en 1923, y de la cual se desprendieron medidas como la creación del Banco de la República. Olaya encabezó la delegación colombiana en la Sexta Conferencia Panamericana, que se celebró en La Habana, en 1928, donde también asistió el presidente estadounidense Calvin Coolidge.
Su gestión adicionalmente logró que capitales estadounidenses se interesaran por invertir en tierras colombianas, interés que se frenó abruptamente con el advenimiento de la Gran Depresión en 1929, y el escándalo por la Masacre de las Bananeras.

#### Controversias
Su silencio durante los hechos de la Masacre de las Bananeras es un asunto polémico del ejercicio de su cargo, ya que el país quedó desprestigiado a los ojos del Departamento de Estado estadounidense, sin que Olaya haya logrado conjurar la situación. También entró en polémica con su copartidario liberal (y republicano de antaño), el prestigioso periodista Eduardo Santos Montejo, director del diario El Tiempo, quien afirmaba que Olaya estaba en una encrucijada políticamente hablando, llegando a decirː

“Si él adopta allí la política de latino-americanismo de la cual debe ser Colombia el porta-estandarte, quedará en mala posición ante la secretaría de Estado. Y si se limita a continuar la débil política que se ha seguido en las anteriores conferencias, en las cuales la voluntad saxo-americana se ha impuesto, defraudará las esperanzas que el continente ha concebido”
Eduardo Santos

### Candidatura presidencial
En 1929, los dirigentes liberales consideraron que Enrique Olaya Herrera era el candidato más apropiado para llevar al liberalismo al poder. Así, el 22 de enero de 1930 su candidatura fue inscrita por un grupo de liberales y conservadores en Puerto Berrío (Antioquia). Dos días después Olaya hizo su entrada en Bogotá, donde fue recibido por el liberalismo.  
De hecho, los grandes poderes económicos y los principales diarios del país impulsaron su candidatura, siendo el más importante de ellos Alfonso López Pumarejo, que estaba interesado en mantener una buena relación con los Estados Unidos, y mantener el paraíso económico del que había gozado el país internacionalmente con la gestión de Olaya como embajador. Llegaría a decir un agente diplomático estadounidenseː 

"(Fue nuestra influencia) lo que hizo posible la elección del doctor Olaya con todos los esperados beneficios para los Estados Unidos."

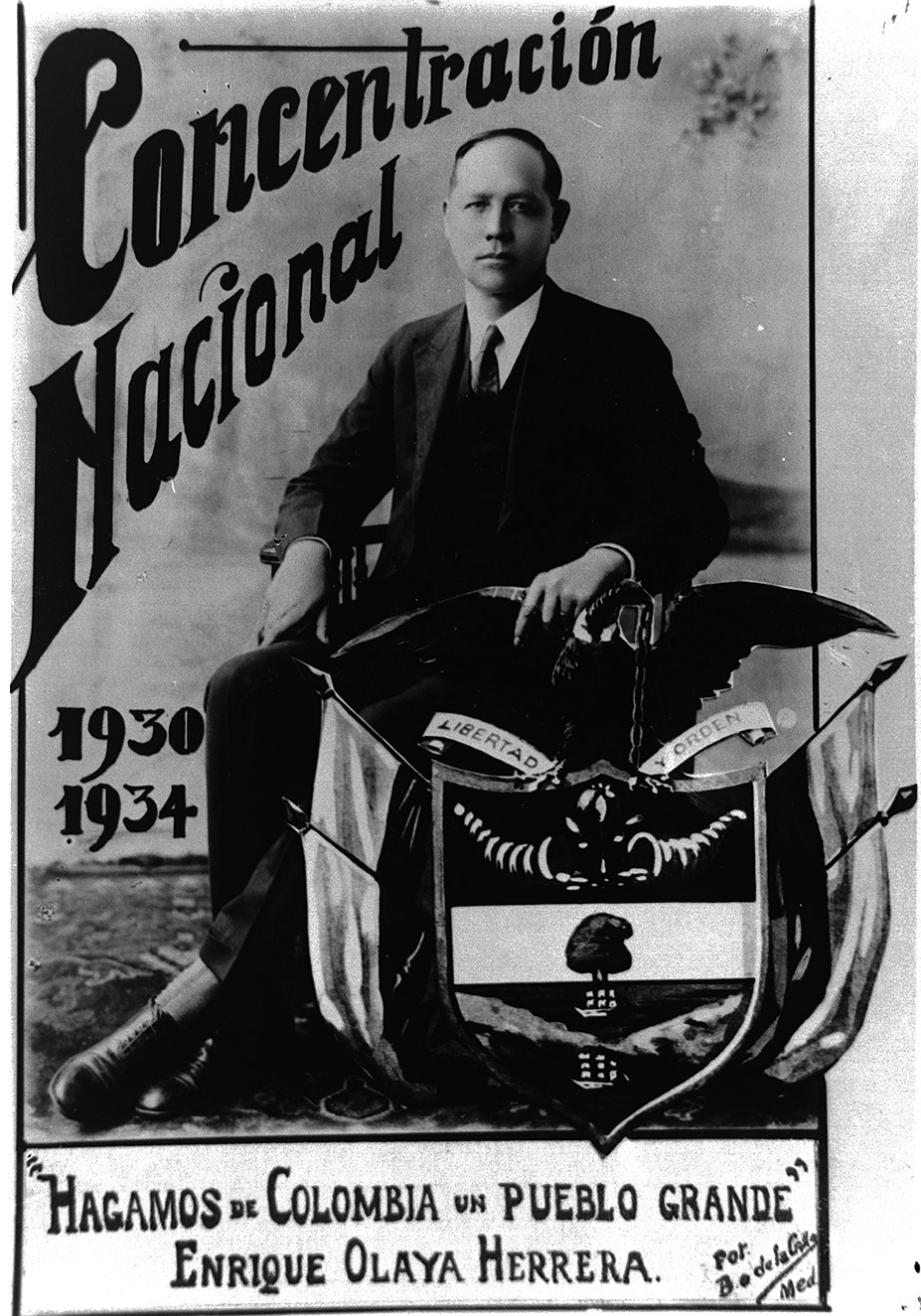
Campaña presidencial de Olaya Herrera en 1929 con el lema "Concentración Nacional".

El sector de avanzada del conservatismo se adhirió a la candidatura de Olaya Herrera, entre ellos especialmente los republicanos, encabezados por el expresidente Carlos Eugenio Restrepo. En contravía, los grandes empresarios del café, dirigidos por la familia Ospina (a quien pertenecía el expresidente Ospina y su sobrino, el influyente empresario Mariano Ospina Pérez), se opusieron a su candidatura, y siendo conservadores buscaron sabotear su campaña.
Sin embargo, ante la falta de un criterio unificador dentro del partido, dos candidatos lanzaron sus campañas presidencialesː Por un lado, el poeta Guillermo Valencia (quien perdió las elecciones de 1918), y por el otro, el veterano de guerra Alfredo Vásquez Cobo. Esa profunda división, además del desprestigio del gobierno que dejó el presidente Abadía, afectó al partido y le restó credibilidad, y facilitó el camino de Olaya a la presidencia.
El movimiento liberal fue encabezado por López Pumarejo, quien estimuló a su partido con la célebre frase: "El liberalismo debe prepararse para asumir el poder", y volcó parte de su capital a financiar la campaña, también a través de su diario El Diario Nacional, que como ya se dijo antes, era de propiedad de Olaya. Llegado el día de las elecciones, Olaya venció con el 44.6 % de los votos a sus rivales conservadores, Valencia con el 29.0 % y Vásquez con el 25.7 %, convirtiéndose en presidente de Colombia.
Inició así la República Liberal de las décadas del treinta y cuarenta. Tras la derrota del conservatismo en las urnas, el gobierno de Miguel Abadía Méndez se puso en marcha a nombrar ministros liberales que facilitaran el empalme con Olaya; la Iglesia Católica, aunque molesta por los resultados, se puso a disposición del nuevo gobierno; el Ejército Nacional se mantuvo leal; y el joven congresista Laureano Gómez (amigo personal de López Pumarejo), líder de notoriedad dentro del conservatismo, ofreció su respaldo al gobierno, y en recompensa, Olaya lo nombró embajador en la Alemania Nazi, hecho que sería clave en el futuro político del país, años después.
Olaya continuó sus labores como embajador, regresando en marzo a los Estados Unidos para culminar su labor diplomática, garantizándoles a los inversionistas estadounidenses la continuidad en su gobierno de las políticas amistosas con sus intereses. También solicitó al embajador en Colombia, Jefferson Caffery, una lista con los temas que a ambos países interesaban resolver, entre ellos, la postura de los diarios colombianos respecto de Estados Unidos, y las actividades petrolíferas en tierras colombianas, como el caso de la Concesión Barco, de la familia Barco.

## Presidencia (1930-1934)

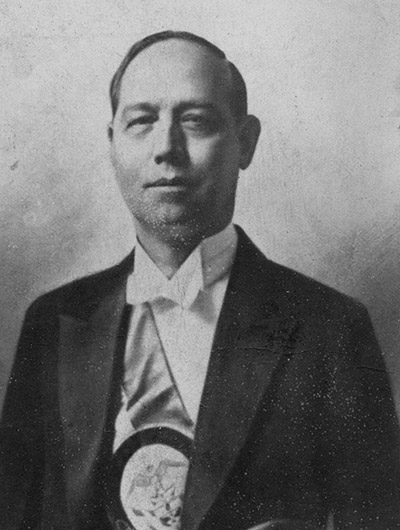
Retrato presidencial de Olaya, 1930.

El liberalismo que Llegó al poder con Olaya presentó al país cambios fundamentales en relación con sus nuevas tendencias del liberalismo social.

#### Economía
El gobierno de Olaya Herrera fue recibido en un ambiente de optimismo, después del pesimismo que imprimió al país la Gran Depresión de 1929. Durante su gobierno fomentó la industria nacional, se preocupó por la construcción de carreteras y ferrocarriles, estimuló la educación pública y, en especial, el progreso del magisterio.
Estimuló la producción de petróleo en el Catatumbo, se terminaron las obras de Bocas de Ceniza y se hicieron construcciones en los puertos de Barranquilla y Buenaventura. Se fundó la Caja de Crédito Agrario, Industrial y Minero, con el fin de ayudar a los pequeños agricultores. En la misma forma, mediante el decreto 711 de 1932, fundó el Banco Central Hipotecario para la financiación de las viviendas de tipo medio. Se interesó por las reformas laborales en beneficio de los trabajadores; se dictaron leyes de protección a la infancia, el descanso dominical y las vacaciones remuneradas; los trabajadores tuvieron algunas conquistas: la inembargabilidad parcial de los salarios, la ampliación del seguro de vida obligatorio, la reglamentación de las sociedades cooperativas, el estímulo al empleo a través de obras públicas, la jornada de ocho horas de trabajo y otras medidas.

#### Orden público
En los dos primeros años de gobierno se manifestó La violencia en algunas regiones como Boyacá y Santander, principalmente motivada por factores políticos. Los pueblos de mayor problema fueron Chiquinquirá y los del occidente de Boyacá, el norte en la región de Guicán, la Provincia de García Rovira en Santander y algunos municipios de Norte de Santander; la burocracia conservadora de la provincia defendía sus cargos públicos contra las nuevas autoridades liberales.
Durante su gobierno sufrió una conspiración para derrocarlo, en la que estaba involucrado su ministro de guerra, Carlos Arango Vélez. Enterado Olaya de la situación destituyó a Arango y en su lugar nombró al General Carlos Uribe Gaviria (hijo del fallecido Rafael Uribe), y se presentó con éste en una guarnición militar para hacer público su nombramiento, todo ello en apenas 3 horas, el 23 de mayo de 1932.

#### Relaciones internacionales

##### Relaciones Colombia-Estados Unidos
Gracias a su gestión como embajador en Estados Unidos entre 1922 y 1930, las relaciones con los Estados Unidos durante su gobierno fueron prósperas y cordiales a pesar de que se le acusó de ser demasiado condescendiente con los norteamericanos, tras conocerse que apoyó los intereses petrolíferos del gobierno estadounidense, según se anotó previamente.
Uno de los resultados de esa cordialidad fue la visita del presidente Franklin Delano Roosevelt a Cartagena, el martes de 10 de julio de 1934. Irónicamente, el tío quinto de Franklin y tío en primer grado de su esposa Eleanor, Theodore Roosevelt, fue el responsable de la separación de Panamá en 1903, 31 años antes de esa visita. Roosevelt se convirtió así en el primer presidente de los Estados Unidos en visitar suelo colombiano.

##### Guerra colombo-peruana
En septiembre de 1932 el puerto de Leticia fue tomado por un grupo de peruanos; el general Alfredo Vásquez Cobo fue llamado para dirigir las operaciones armadas de Colombia. En un ambiente de solidaridad nacional, el pueblo colombiano colaboró con dinero y joyas para financiar la guerra. Después de varios enfrentamientos, la Guerra colombo-peruana terminó con la firma del Protocolo de Río de Janeiro en 1934.
El ministro de relaciones exteriores, Roberto Urdaneta, fue el encargado de dirimir el conflicto, y el éxito de su gestión le valió la cancillería meses después. El tratado de Río, que contó con la verificación de la Sociedad de Naciones, retomó los límites establecidos entre ambos países en 1922, y Leticia, capital del departamento de Amazonas volvió a ser parte del país.

## Postgobierno

### Elecciones de 1934
En febrero de 1934 el candidato de su partido, Alfonso López Pumarejo, venció al indígena Eutiquio Timoté, por el Partido Comunista. López arrasó en las elecciones, apoyado por Olaya y el pleno del partido, y gracias además al veto que el Partido Conservador impuso en todo el país. Así las cosas, Olaya entregó el poder a López el 7 de agosto de 1934.

### Encargos diplomáticos
El 30 de enero de 1935, López lo nombró Ministro de Relaciones Exteriores, estando en el cargo hasta el 24 de septiembre del mismo año, cuando fue enviado por López a la Santa Sede para ser embajador ante el Papa Pío XI. Fue reemplazado en la cancillería por Roberto Urdaneta, quien había sido ministro suyo.

### Candidatura trunca de 1938

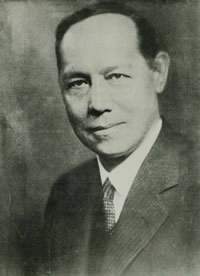
Olaya en sus últimos años

Para las elecciones de 1938, la Dirección Liberal decidió que su candidato a la presidencia sería el expresidente Olaya Herrera, de quien Eduardo Santos Montejo llegó a decir que era un excelente orador, y es que de hecho, los liberales sentían que su reelección era segura, por el inmenso magnetismo que despertaba en los colombianos. Alberto Lleras también dijo de Olaya que poseía una voz testicular.
Sin embargo la muerte inesperada del Olaya frenó en seco las aspiraciones de su partido de continuar con la transformación iniciada por López Pumarejo. El Partido finalmente le ofreció la candidatura a Eduardo Santos, periodista de larga data dueño de El Tiempo, con quien Olaya llegó a rivalizar en su momento, quien terminó siendo elegido presidente sin adversario, en consecuencia a veto conservador impusto por Laureano Gómez desde 1934.

### Fallecimiento
Enrique Olaya Herrera murió en la mañana del 18 de febrero de 1937, a los 56 años de edad. Su muerte, producto de un accidente cerebrovascular, ocurrió en una clínica de Roma. Su estado de salud se había deteriorado durante la última semana antes de morir. Con su muerte la embajada fue ocupada por su copartidario, el brillante abogado Darío Echandía, quien sería presidente de Colombia en calidad de designado algunos años después.

#### Funerales

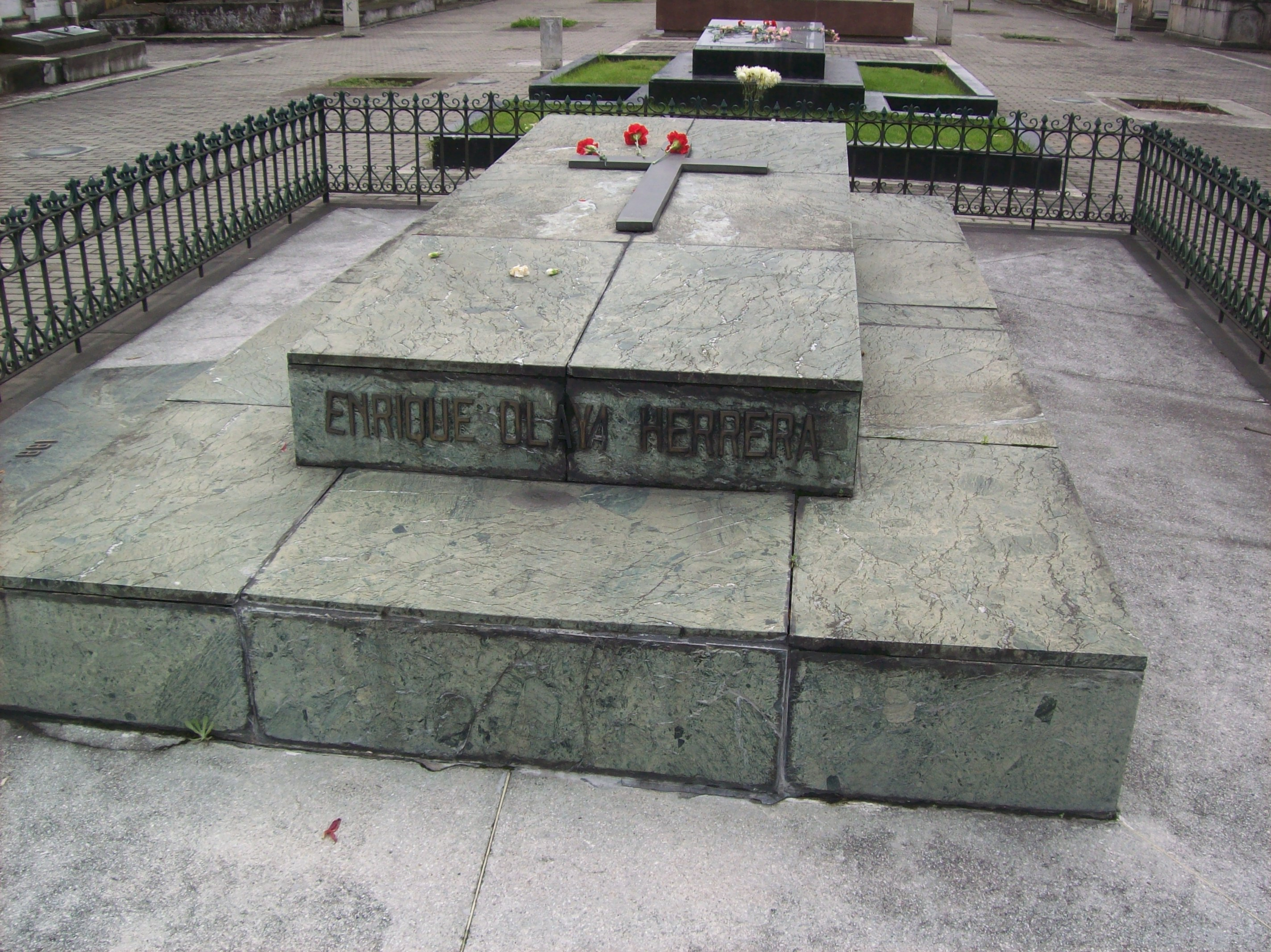
Tumba Enrique Olaya Herrera en el cementerio Central de Bogotá.

Los restos de Olaya permanecieron en constante asedio de la prensa y la clase política por 3 días, y tuvieron que pasar 40 días más para que finalmente fuera enterrado. Debido a la pompa con la que se le despidió, se los considera uno de los funerales más famosos de la historia de Colombia.
El 20 de febrero su cadáver fue ubicado en el Cementerio de Verano en Roma, de manera provisional. El Papa Pío XI, el Rey Víctor Manuel III, el Primer ministro Benito Mussolini, y el ministro italiano de exteriores Galeazzo Ciano enviaron ofrendas florares y representantes. Cuando Echandía llegó a Roma para posesionarse, también le dio los homenajes debidos al cadáver de Olaya.
Una de las hijas de Olaya vivía en Nueva York, por lo que el cadáver fue enviado allí, llegando el 8 de mayo de 1937, permaneciendo en cámara ardiente. El 11 de mayo se embarcó el cadáver en un buque de vapor de la United Fruit Company con destino a Colombia, llegando a Buenaventura el 15 de mayo, acompañado de sus hijas. 
En Colombia se vivió una auténtica movilización en torno a los restos fúnebres de Olaya, ya que según prensa de la época, hubo varios funerales particulares en algunas ciudades del país, mientras el cadáver regresaba de Roma. Esto se explica porque Olaya era un político sumamente popular. El cuerpo recorrió varias ciudades, incluyendo Ibagué, donde era respetada su figura. 
Finalmente sus restos mortales fueron trasladados a Bogotá, siendo sepultados en el cementerio Central el 20 de mayo de 1937, donde reposan desde entonces. Se le rindieron los respectivos honores de estado en una gigantesca y concurrida ceremonia en la Plaza de Bolívar.

## Vida privada

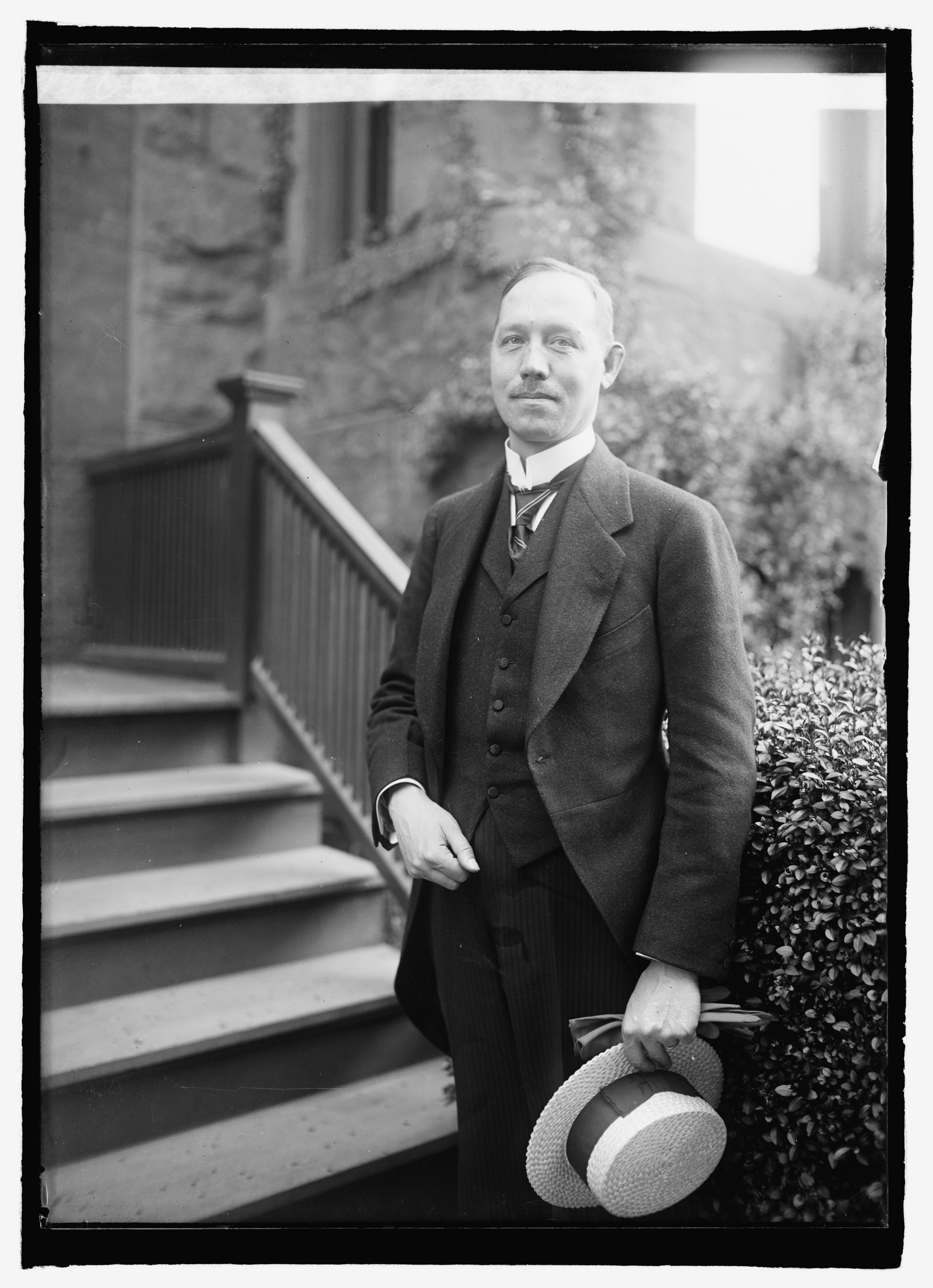
Olaya en 1922. Olaya tenía una estatura elevada, única para la media colombiana.

### Semblante
Olaya era apodado popularmente como "El Mono", ya que en Colombia la palabra "mono" se usa como sinónimo para una persona rubia; Olaya era de hecho rubio, de tez pálida y ojos azules. También tenía una considerable estatura, llegando a alcanzar los 1.88 cm, razón por la que se llamaba también como "El Gigante de Guateque". 
Ese detalle lo convertiría en el hombre de mayor estatura en ocupar la presidencia de Colombia, sin tener en cuenta a Francisco de Paula Santander, de quien no se tienen registros pero se describe con frecuencia su gran estatura). Su enorme estatura, su mirada profunda y fría y su complexión le dieron fama de hombre severo, además de sus escasas fotografías sonriendo.

### Familia
Enrique Olaya Herrera, al igual que la inmensa mayoría de sus predecesores y sucesores en la presidencia de Colombia, era miembro de la aristocracia colombiana. Su familia estaba emparentada con personajes ilustres de la independencia de Colombia, con familia como los Ricaurte y los Lozano.
Era hijo de Emeterio Lorenzo Justiniano Olaya Ricaurte y de Emperatriz Herrera Medina. Su padre era descendiente del noble criollo Jorge Miguel Lozano, Marqués de San Jorge, ya que era nieto materno de Ignacio de Ricaurte y Lozano, emparentado con el marqués; y también pariente de Jorge Tadeo Lozano, Vizconde de Pastrana. También era descendiente del militar Antonio Ricaurte y del ilustrado Antonio Nariño.

Por su madre, Olaya era trastataranieto de Diego de Medina y Rojas, el primer alcalde de Tunja, y quien a su vez era el tatarabuelo materno del empresario Pedro Aquilino López, patriarca de la familia López, a la que perteneció su aliado y amigo personal, Alfonso López, y su hijo Alfonso López Michelsen. Ergo, López y Olaya eran parientes lejanos.

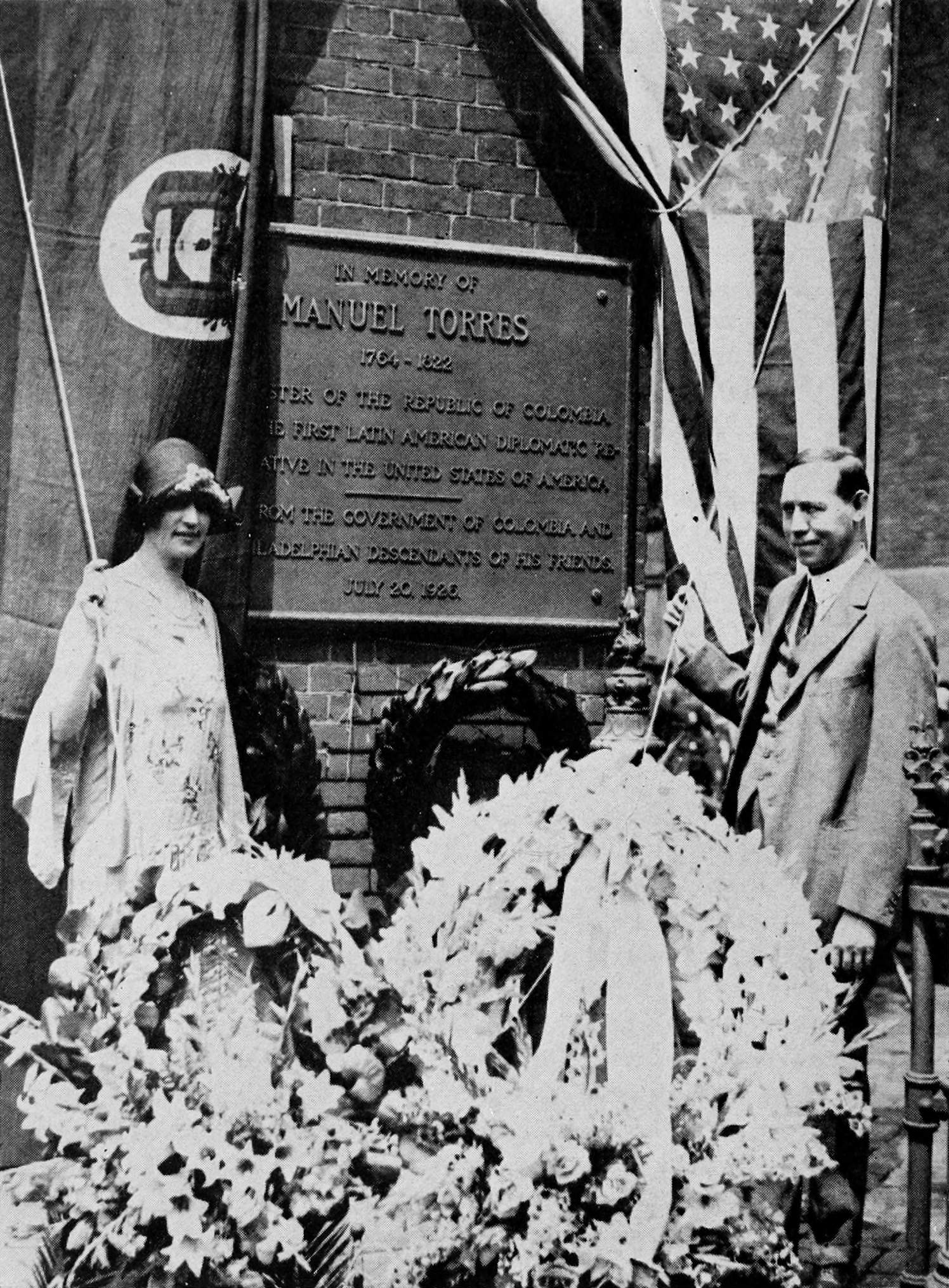
Olaya y su esposa, durante su estadía en los Estados Unidos como embajador, con una placa en la Iglesia de Santa María en Homenaje a Manuel de Trujillo y Torres, 1926.

Otro de sus parientes era el militar Agustín Morales Olaya, quien fue ministro de gobierno suyo, y de guerra durante la presidencia de Miguel Abadía Méndez. A pesar de que eran primos, Morales era del Partido Conservador Colombiano. Sobrina segunda suya por esa línea era la historiadora Teresa Morales Suárez, nieta a su vez del expresidente Marco Fidel Suárez.  

### Matrimonio y descendencia

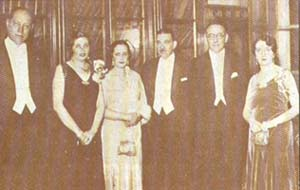
Olaya, López Pumarejo, Urdaneta y sus respectivas esposas, en el Country Club, 1930.

El 2 de diciembre de 1911 Olaya Herrera contrajo matrimonio con María Teresa Londoño Sáenz, en una ceremonia precedida por el obispo italiano Francesco Ragonesi, nuncio apostólico en Colombia durante la época de los hechos. Del matrimonio Enrique tuvo a sus hijasː María y Lucía Olaya Londoño.  
María y Enrique estaban emparentados entre sí por Antonio Ricaurte, la línea en común de ambos. María se destacó durante su gobierno por ofrecer cenas pomposas en el palacio presidencial, y porque junto con sus hijas trajeron a Colombia los reinados de belleza.
Su hija mayor se casó con Jorge Cárdenas Núñez, hermano de la artista Carolina Cárdenas (descendientes ambos del expresidente Tomás Cipriano de Mosquera), por lo que su cuñado era el ministro de su padre, Jaime Jaramillo Arango, y de quienes era sobrina nieta la periodista Virginia Vallejo, y descendiente del expresidente Juan Agustín Uricoechea. Por su parte Lucía se casó con Manuel Aya Schroeder.

## Legado y homenajes

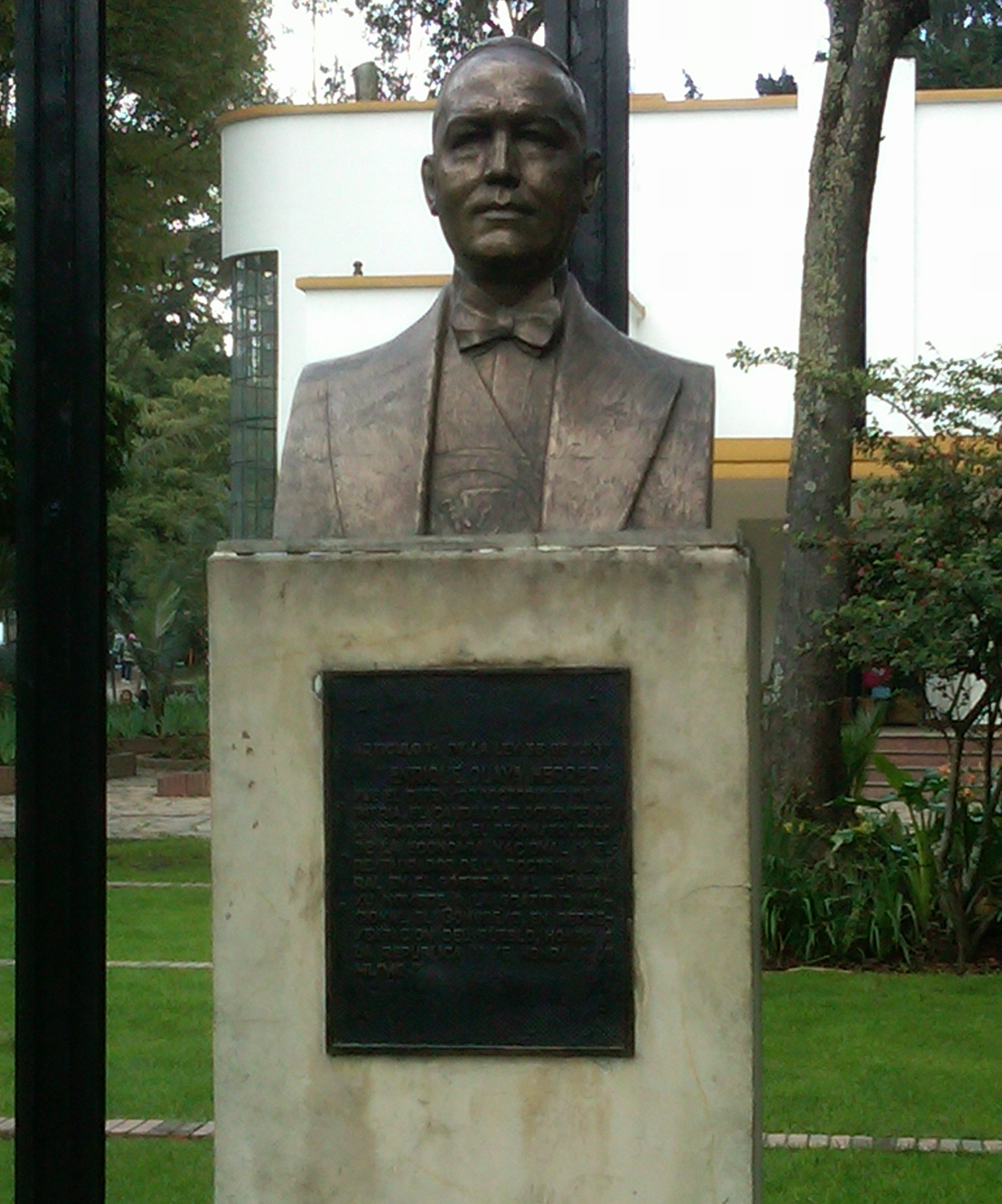
Parque nacional. Busto de Enrique Olaya Herrera.

La tendencia proteccionista de su gobierno generó una conciencia nacionalista que hizo virar al país del librecambismo decimonónico al proteccionismo de la década de 1930. 
Durante el primer gobierno de López Pumarejo, que sucedió a Olaya, se fortaleció esta tendencia, bajo el lema de "Revolución en Marcha". A pesar de la ola reformista de López, el sucesor de este, el gobierno de Santos Montejo frenó parcialmente las políticas reformatorias en su "Gran Pausa".
En 1910 se inició la construcción de un parque en la Carrera Séptima, y que hoy se conoce como Parque nacional Enrique Olaya Herrera de Bogotá, considerado desde 1996 como un monumento nacional, y donde se alza una escultura en honor al General Rafael Uribe Uribe. Como detalle curioso, el parque fue inaugurado un día antes de la entrega del cargo por parte de Olaya cuando éste era presidente del país. En el parque también se alza un busto en su honor. 
En Bogotá también existe el barrio Olaya Herrera, ubicado en la localidad de Rafael Uribe Uribe. El barrio recibe el nombre común de "El Olaya", y también el Colegio IED Enrique Olaya Herrera.
En Medellín también existe el Aeropuerto Olaya Herrera. Por otro lado en Barranquilla, se construyó la avenida Olaya Herrera (carrera 46). En Santander de Quilichao existe un barrio llamado Olaya Herrera. En Chía el casco urbano que cubre parte de las veredas de Fagua y Tiquiza también fue denominado Olaya Herrera. Y el municipio Olaya Herrera del departamento de Nariño.

## Obras
- Estudios territoriales (1905)
- Una independencia que peligra (1908)
- La cláusula de la nación más favorecida (1926)